# Región de Cacheu
Cacheu es una región administrativa en el noroeste de Guinea-Bisáu. Su capital es la ciudad de Cacheu. Limita al norte con Senegal, al oeste con el océano Atlántico, al sur con la región de Biombo y al este con la región de Oio. Junto con estas dos últimas regiones forma la provincia de Norte.
Está dividido en 6 sectores:
- Bigene
- Bula
- Cacheu
- Caio
- Canchungo
- São Domingos

## Territorio y población
La extensión de territorio de esta región abarca una superficie de 5.174 kilómetros cuadrados, mientras que la población se compone de unos 164.676 residentes (cifras del censo del año 2004). La densidad poblacional es de 31,8 habitantes por kilómetro cuadrado.
- Datos: Q780838
- Multimedia: Cacheu Region / Q780838